# Nakano-Sakaue
Nakano-Sakaue (中野坂上駅, Nakano-Sakaue-eki) is metrostation in de speciale wijk Nakano in Tokio.
Het station is het overstappunt tussen de Marunouchi-lijn en de zijtak, de Honancho-lijn van de Tokyo Metro, alsmede de Odeo-lijn van Toei Metro.